# Konyak-Bodo-Garo jezici
Konyak-Bodo-Garo jezici, jedna od dviju glavnih skupina jingpho-konyak-bodo jezika koju čine sa skupinom jingpho-luiski. 
Sastoji se od dviju užih skupina, bodo-garo sa (15) jezika u Indiji i Bangladešu, i konyak sa (8) jezika, kojima govore neka Naga plemena u Indiji, i jedan izdanak u Burmi.

## Vanjske poveznice
- Ethnologue (14th)
- Ethnologue (15th)